# فن شعبي

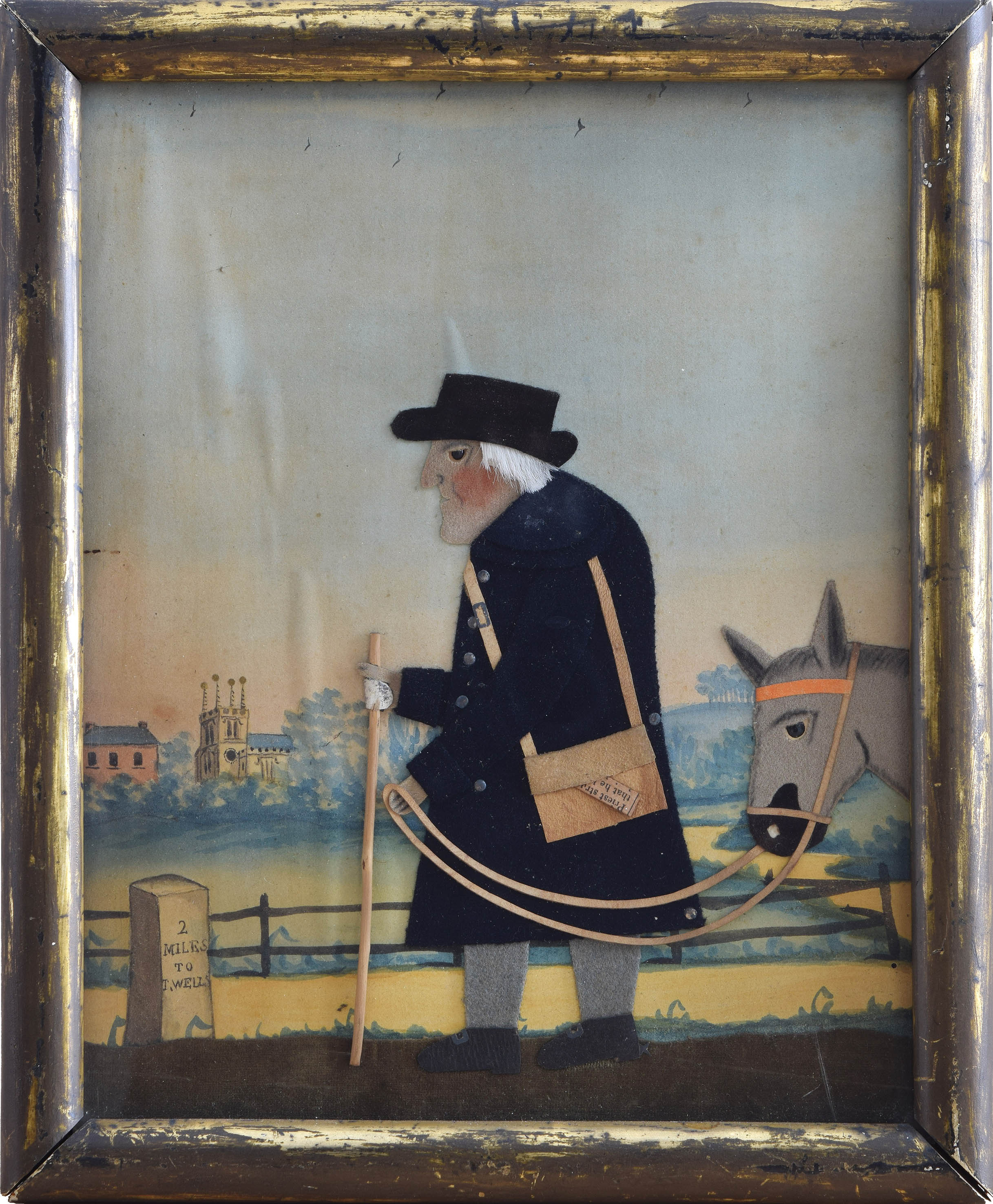

يشمل الفن الشعبي جميع أشكال الفنون المرئية التي تُصنع في سياق الثقافة الشعبية. تختلف التعاريف، لكن عمومًا يكون لهذا العمل فائدة فعلية عوضًا عن كونه مجرد عمل تزييني. يتدرب صانعو الفن الشعبي عادة ضمن تقليد شعبي، لا ضمن تقليد الفن الرفيع للحضارة. غالبًا ما يكون هناك تداخل أو أساس متنازع عليه مع الفن الفطري، لكن في المجتمعات التقليدية حيث ما يزال الفن الإثنوغرافي ممارسًا، يُستخدم هذا المصطلح عادةً عوضًا عن «الفن الشعبي».
تختلف أنواع الأعمال التي يغطيها المصطلح اختلافًا كبيرًا، ولا سيما «تُقاس أصناف الإنتاج الثقافي المتنوعة بناء على استخدامها في أوروبا، حيث نشأ المصطلح، وفي الولايات المتحدة، حيث تطور في الغالب وفقًا لخطوط مختلفة تمامًا». 
تعد الفنون الشعبية متجذرة وتعكس الحياة الثقافية للمجتمع. وهي تشمل مجموعة من الثقافة التعبيرية المرتبطة بمجالات الفنون الشعبية والتراث الثقافي. يشمل الفن الشعبي المادي أشياء صيغت واستُخدمت داخل المجتمع التقليدي. يشمل التراث الثقافي غير المادي أشكالًا مثل الموسيقى والرقص والهياكل السردية. طُوّر كل من هذه الفنون، الملموسة وغير الملموسة، لتلبية حاجات حقيقية. بمجرد أن يُفقد هذا الغرض العملي أو يُنسى، فلا يوجد سبب لمزيد من الانتشار ما لم يكن العمل أو الإجراء مشبعًا بمعنى يتجاوز الطابع العملي الأولي. تتشكل هذه التقاليد الفنية الحيوية والمتجددة باستمرار من خلال القيم ومعايير التميز التي تنتقل من جيل إلى جيل، وغالبًا ما تكون داخل الأسرة والمجتمع، من خلال العرض والمحادثة والممارسة.

## خصائص القطع الفنية الشعبية
القطع الفنية الشعبية هي المجموعة الفرعية من الثقافة المادية، وتشمل الأشياء التي تُختبر من خلال الحواس، ومن خلال الرؤية واللمس. كما هو الحال مع كل الثقافات المادية، يمكن التعامل مع هذه الأشياء الملموسة وإعادة تجربتها بشكل متكرر وكسرها في بعض الأحيان، إلا أنها تُعتبر أعمالًا فنية بسبب التنفيذ الفني الماهر للشكل الحالي والتصميم؛ قد تظهر المهارة في دقة الشكل أو زخرفة السطح أو في جمال المنتج النهائي. مثل الفن الشعبي، تتشارك هذه الأعمال في العديد من الخصائص التي تميزها عن غيرها من القطع الأثرية للثقافة المادية.

### الفنانون الشعبيون
تُصنع المادة من قبل حرفي واحد أو فريق من الحرفيين. يعمل الحرفيون والنساء في إطار ثقافي راسخ. غالبًا ما يكون لديهم أسلوب يمكن التعرف عليه وطريقة في صناعة القطع الخاصة بهم، ما يسمح بالتعرف على منتجاتهم مع نسبها إلى فرد واحد أو ورشة عمل. وُضح ذلك في الأصل من قبل ألويس ريغل في دراسته حول «الفن الشعبي، والاجتهاد المنزلي، والصناعة المنزلية»، التي نُشرت في عام 1894. « شدد ريغل على أن اليد الفردية ونوايا الفنان كانت كبيرة، حتى في الإبداع الشعبي. من المؤكد أن الفنان قد يكون ملزمًا من قبل التوقعات المرجوة منه في المجموعة بالعمل في إطار معايير الأشكال والاتفاقيات المنقولة، لكن الإبداع الفردي -الذي يتضمن الخيارات من الناحية الجمالية الشخصية والبراعة الفنية- أنقذ التقاليد المستلمة أو الموروثة من الركود وسمح لها بالتجديد في كل جيل». يلعب الابتكار الفردي في عملية الإنتاج دورًا مهمًا في استمرار هذه الأشكال التقليدية. ما يزال العديد من تقاليد الفن الشعبي مثل المشغولات الحرفية، ووضع صور الزينة في إطار، ونحت الزخرفة، مستمرًا بالازدهار، أثناء ظهور أشكال جديدة باستمرار.
كثيرًا ما يتعلم الفنانون الخارجيون المعاصرون بأنفسهم لأن عملهم غالبًا ما يتطور في عزلة أو في مجتمعات محلية صغيرة في جميع أنحاء البلاد. ضم متحف سميثسونيان للفنون الأمريكية أكثر من 70 فنانًا شعبيًا متعلمًا ذاتيًا. على سبيل المثال، طور إليتو كريكا، وهو فنان مشهور ومُعترف به دوليًا للسكان الأصليين، أساليبه الخاصة دون تدريب أو توجيه احترافي.

### الصناعة اليدوية
تُنتَج جميع التحف الفنية الشعبية في عملية إنتاج واحدة. تُصنع قطعة واحدة فقط في وقت واحد، إما باليد أو بمزيج من أساليب اليد والآلات؛ فهي ليست إنتاجًا شاملًا. نتيجة لهذا الإنتاج اليدوي، تكون كل قطعة على حدة فريدة من نوعها ويمكن تمييزها عن القطع الأخرى من نفس النوع. في مقالته عن «الأشياء الشعبية»، يشير عالم الفلكلور سايمون برونر إلى أنماط ما قبل التصنيع للإنتاج، لكن ما تزال القطع الفنية الشعبية تُصنع كقطع فنية فريدة من قبل الحرفيين المهرة. «يميل مفهوم الصناعات الشعبية إلى التشديد على أفضلية تصنيع المصنوعات اليدوية على المصنوعات الآلية. تدل الصناعات الشعبية على وسيلة الإنتاج المشترك الصنعي مسبقًا حيث كانت المعارف والمهارات شخصية وتقليدية». هذا لا يعني أن جميع الفنون الشعبية قديمة، فهي ما تزال تُصنع يدويًا في العديد من المناطق حول العالم.

## المصطلحات ذات الصلة
المصطلحات المدرجة أدناه هي مجموعة واسعة من التسميات لمجموعة انتقائية من الأعمال الفنية. تُصنع كل من هذه الأنواع خارج الهياكل المؤسسية في عالم الفن، فهي لا تُعتبر «فنونًا جميلة». لا شك أن هناك تداخلًا بين هذه المجموعات المصنفة، بحيث يمكن إدراج العمل تحت تسميتين أو أكثر.  من الممكن أن يشبه العديد من هذه المجموعات والأعمال الفردية أيضًا «الفن الشعبي» في جانب أو آخر، دون تلبية الخصائص المحددة المذكورة أعلاه. نظرًا لتوسع فهمنا للفن إلى ما وراء حدود «الفنون الجميلة»، يجب تضمين كل نوع من هذه الأنواع في المناقشة.
- أمريكانا
- الفن الخام
- البيئات الشعبية
- الفن الأصلي
- لوحات النوع
- الفن الفطري
- الفن المغاير
- الفن الخارجي
- الفن البدائي
- الفن الشارد
- الفن القبلي
- الفن الطليعي
- الفن المحلي
- فن الرؤية

## التأثير على دمج الفن
ألهمت الأعمال الفنية الشعبية والأساليب والزخارف العديد من الفنانين. على سبيل المثال، استلهم بابلو بيكاسو من المنحوتات والأقنعة القبلية الأفريقية، في حين استلهمت ناتاليا غونشاروفا وغيرها من مطبوعات شعبية روسية تقليدية تسمى لوبوكس.
في عام 1951، نظمت الفنانة والكاتبة ومنظمة المعارض باربرا جونز معرض العيون السوداء وعصير الليمون في معرض وايت تشابل في لندن كجزء من مهرجان بريطانيا. عرضت، إلى جانب نشرتها الفنون البسيطة، أشياء استهلاكية شعبية مُنتجة على نطاق واسع إلى جانب الفن المعاصر في مرحلة مبكرة من تعميم فن البوب في بريطانيا.

## المنظمات الداعمة
تعترف الأمم المتحدة بالتراث الثقافي وتدعمه في جميع أنحاء العالم، وخاصة اليونسكو بالشراكة مع المنظمة الدولية للفنون الشعبية. تتمثل مهمتها المعلنة في «مزيد من الفنون الشعبية والعادات والثقافة في جميع أنحاء العالم من خلال تنظيم المهرجانات وغيرها من الأحداث الثقافية، مع التركيز على الرقص والموسيقى الشعبية والأغاني الشعبية والفنون الشعبية». هدفهم هو تعزيز التفاهم الدولي والسلام العالمي من خلال دعم التبادلات الدولية لمجموعات الفن الشعبي، وأيضًا تنظيم المهرجانات وغيرها من الأحداث الثقافية.
في الولايات المتحدة، يعمل الصندوق الوطني للفنون على تعزيز فهم التراث الثقافي واستدامته في جميع أنحاء الولايات المتحدة وحول العالم من خلال البحث والتعليم والمشاركة المجتمعية. كجزء من هذا، يحددون ويدعمون زملاء الفن الشعبي للصندوق الوطني للفنون في المشغولات الحرفية، وأعمال الحديد، ونحت الخشب، والفخار، والتطريز، وصنع السلال، والنسيج، إلى جانب الفنون التقليدية الأخرى ذات الصلة. تحدد إرشادات الصندوق الوطني للفنون معايير لجائزة عرض «الأصالة والتميز والأهمية ضمن تقليد معين» للفنانين المختارين. (إرشادات الصندوق الوطني للفنون). في عام 1966، في السنة الأولى لإنشاء الصندوق الوطني للفنون، حُدد الدعم للمهرجانات الشعبية الوطنية والإقليمية على سبيل الأولوية مع المنحة الأولى التي قدمت في عام 1967 للجمعية الوطنية للمهرجانات الشعبية. يُحتفل الآن بمهرجانات الحياة الشعبية في جميع أنحاء العالم لتشجيع ودعم التعليم والمشاركة المجتمعية للمجتمعات العرقية المختلفة.